# Xenopsylla cheopis
Espèce
Xenopsylla cheopis est l'une des espèces de puces du rat. Elle joue le rôle de principal vecteur dans la transmission du bacille de la peste, notamment la peste noire en Europe de 1347-1352 causée par la bactérie Yersinia pestis (on estime à plus d'une centaine le nombre d'espèces de puces impliquées dans cette transmission). C'est aussi le vecteur du typhus murin, une autre zoonose du rat.
L'espèce peut jeûner 38 jours. Elle a besoin d'une température de 22 à 24 °C et plus de 80 % d'humidité. La durée de la formation de l'embryon varie de 4 à 10 jours, la phase larvaire de 11 à 84 jours, la phase nymphale de 14 à 182 jours, l'adulte une fois formé peut attendre dans le cocon où il a réalisé sa nymphose de 14 jours à 180 jours.
Elle a une répartition cosmopolite et est liée au rat noir (Rattus rattus). Lorsque le rat meurt de la peste (cas le plus fréquent), ses puces le quittent en quête d'un hôte à sang chaud qui est fréquemment l'Homme (bien qu'il ne soit pas son hôte spécifique), lui transmettant ainsi le bacille de la peste.

## Source
- François Rodhain et Claudine Pérez (1987). Précis d’entomologie médicale et vétérinaire, Maloine (Paris) : 458 p.  (ISBN 2-224-010419)